# 영숙이 Blues
"영숙이 Blues"(Youngsook Blues)는 한국에서 제작된 채은혜 감독의 2005년 영화이다. 김재화 등이 주연으로 출연하였다.

## 출연

### 주연
- 김재화
- 김진훈
- 권순주

## 기타
- 조명: 유혜민
- 녹음: 이소영
- 녹음: 이응배
- 녹음: 고미경
- 믹싱: 이소영
- 타이틀디자인: 최광진